# Kontrasthaj
Kontrasthaj (Carcharhinus hemiodon) är en haj i familjen gråhajar. Av Internationella naturvårdsunionen är den rödlistad som akut hotad. Den har inte observerats sedan 1979 och den anses som mycket sällsynt, eller möjligen till och med utdöd. 
På museum finns omkring 20 exemplar av denna haj, de flesta fångade i norra Indiska oceanen, utanför Indiens kust, men även i indonesiska vatten har exemplar fångats. De flesta av fångsterna skedde dock före år 1900. I de områden där hajen påträffats har det skett en ökning av oreglerat kommersiellt fiske och det antas att hajen drabbats av detta, som bifångst.
Det finns inte mycket kunskap om artens biologi och levnadssätt. Fortplantningen antas som hos andra närbesläktade arter vara vivipar.